# Alfred von Böckmann
Alfred Hans Emil Friedrich von Böckmann fue un general alemán de la I Guerra Mundial. Comandó varios cuerpos a lo largo de la guerra y comandó el Cuerpo de Guardias durante la Quinta Batalla de Ypres.

## Carrera militar temprana
Alfred von Böckmann nació el 22 de septiembre de 1859 en Potsdam. Tras ingresar en el Ejército Imperial Alemán, Böckmann alcanzó el rango de teniente en 1880 y en abril de 1907 pasó a ser jefe de Estado Mayor del XIV Cuerpo localizado en Karlsruhe. En marzo de 1911 Böckmann recibió el mando de un regimiento estacionado en Schwerin y el 8 de febrero de 1914 pasó a ser comandante de la 75.ª Brigada de Infantería, con base en Allenstein.

## I Guerra Mundial
Al inicio de la I Guerra Mundial, la 75.ª Brigada de Infantería formaba parte de la 37.ª División, que era parte del 8.º Ejército en el frente oriental. Al mando de la 75.ª Brigada de Infantería, Böckmann participó en la decisiva victoria alemana en la batalla de Tannenberg. Después de mes i medio al mando de la 75.ª Brigada, a mediados de septiembre de 1914, Böckmann recibió un nuevo mando con la 41.ª División, que comandó durante dos meses.
Después de que Otto von Below ascendiera al mando del 8.º Ejército en noviembre de 1914, Böckmann pasó a ser jefe de Estado Mayor del 8.º Ejército, con el que participó en la segunda batalla de los Lagos Masurianos. Con la formación del Ejército del Niemen a partir de unidades del 8.º Ejército, en mayo de 1915, Böckmann se convirtió en su jefe de Estado Mayor. Cuando Otto von Below fue transferido al frente macedonio y se convirtió en el comandante del Grupo de Ejércitos Below, Böckmann se convirtió en jefe de Estado Mayor de dicho grupo de ejércitos. Permaneció como jefe de Estado Mayor del grupo de ejércitos incluso después de que Friedrich von Scholtz asumiera el mando del mismo de manos de Below.
En agosto de 1917 Böckmann pasó a ser comandante del III Cuerpo de Reserva que comandó hasta septiembre cuando recibió el mando del XIV Cuerpo. Böckmann no mandó el cuerpo durante mucho tiempo ya que para noviembre de 1917 se convirtió en el comandante del prestigioso Cuerpo de Guardias. Comandó el Cuerpo de Guardias hasta agosto de 1918 cuando tomó el mando del III Cuerpo hasta el fin de la guerra. Tras el fin de la guerra, Böckamnn se retiró. Murió el 18 de noviembre de 1921 a la edad de 62 años en Bad Wildungen.

## Condecoraciones
- Orden del Águila Roja, III Clase con cinta y con corona[3]
- Orden de la Corona, II Clase[3]
- Premio al Servicio[3]
- Orden de Alberto el Oso, II Clase (Comandante)[3]
- Orden del León de Zähringen, II Clase (Comandante)[3]
- Orden del Mérito Militar, Oficial[3]
- Orden de Felipe el Magnánimo, II Clase (Comandante)[3]
- Orden del Grifón, Comandante[3]
- Cruz de Honor de Reuss, II Clase[3]
- Orden de Alberto, Cruz de Oficial[3]
- Cruz de Honor de Schwarzburgo, III Clase[3]
- Cruz de Hierro, I y II Clases (1914)
- Orden de Hohenzollern, Comandante con espadas (marzo de 1915)
- Pour le Mérite, 8 de octubre de 1916[4]
- Pour le Mérite con hojas de roble el 1 de junio de 1917[4]